# 展青霉素
展青霉素（英語：Patulin）是一种有毒的真菌代谢产物，它是一种神经毒物，具有致畸性和致癌性。很多青霉都能产生展青霉素，而这些青霉主要生长在水果上，尤其是苹果和山楂，因此国家对苹果和山楂制品中展青霉素的限量有严格的规定。